# Shigeru Umebayashi

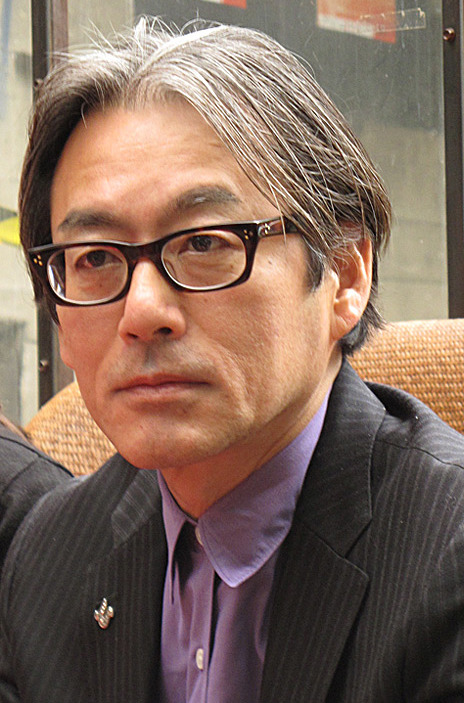
Shigeru Umebayashi

Shigeru Umebayashi (梅林茂 Umebayashi Shigeru) es un compositor japonés nacido el 19 de febrero de 1951 en Kitakyushu, Fukuoka. Fue el líder de la famosa banda japonesa de rock new-wave EX. Cuando se disolvió la banda en 1985, empezó a escribir música para el cine. En ese mismo año recibió varios premios musicales por Sorekara y Tomoyo Shizukani Nemure como el Music Award en Maiichi Film Contest, el Japanese Academic Music Award, así como otros premios en los Festivales de Cine de Yokohama y Osaka.
Hasta el momento ha compuesto más de 40 bandas sonoras japonesas y chinas, siendo quizá más conocido en occidente por su colaboración con directores como Wong Kar-wai, Fa yeung nin wa (2001), 2046 (2004), My Blueberry Nights (2007), y Zhang Yimou, House of Flying Daggers, La casa de las dagas voladoras (2004). Shigeru Umebayashi es también el compositor de la música del primer musical serbio Charleston & Vendetta (2008).

## Bandas sonoras
1984
- Itsuka Darekaga Korosareru

1985
- Tomoyo Shizukani Nemure
- Sorekara

1986
- Sorobanzuku
- Shinshi Domei

1987
- Kyohu no Yacchan

1988
- Getting Blue in Color

1990
- Hong Kong Paradise
- Tekken

1991
- Yumeji
- Ote
- Goaisatsu

1992
- Arihureta Ai ni Kansuru Chosa
- Byoin he Iko 2 Yamai ha Kikara
- Nemuranai Machi Shinjuku Zame

1994
- Izakaya Yurei

1995
- Zero Woman
- Boxer Joe
- Kitanai Yatsu
- Hashirana Akan Yoake Made
- The Christ of Nanjing

1996
- Shin Gokudo Kisha
- Izakaya Yurei 2

1997
- Ichigo Domei
- Isana no Umi
- Watashitachi ga Sukidatta Koto
- G4 Option Zero

1998
- Fuyajo
- Belle Epoch

2000
- 2000 A.D.
- Shojo
- Fa yeung nin wa (Deseando amar)

2001
- Midnight Fly
- Hikari no Ame
- Onmyoji

2003
- Onmyoji II
- Floating Land Scape

2004
- House of Flying Daggers (La casa de las dagas voladoras)
- 2046
- Hibi

2006
- Fearless
- Daisy
- Mare Nero
- Curse of the Golden Flower (La maldición de la flor dorada)

2007
- Hannibal, el origen del mal
- The World Unseen
- My Blueberry Nights

2008
- A Simple Love Story
- Charleston & Vendetta
- Absurdistan
- Incendiary
- Real Shaolin (en producción)

2009
- A Single Man

2015
- La novia

2020
- Ghost of Tsushima (Videojuego)

## Premios
Medallas del Círculo de Escritores Cinematográficos
| Año  | Categoría    | Resultado |
| ---- | ------------ | --------- |
| 2015 | Mejor música | Ganador   |